# Goswin II de Heinsberg
Goswin II de Heisenberg (1108-8 de abril de 1168) fue conde de Wassemberg y Heinsberg desde 1128 hasta su muerte. Era el hijo de Goswin I de Heisenberg y Oda de Walbeck.  
Se casó con Adelaida de Sommersburgo, hija de Liutgard de Stade y Federico II, conde de Sommersburgo y Sajonia en 1135. Tuvo dos hijos:
- Goswin III de Heisenberg, sucesor de su padre.
- Matilda de Heinsberg, casada con Dédon V de Wettin y Röchlitz.